# کینه (ترانه تیلور سوئیفت)
«دشمنی» یا «کینه» (انگلیسی: Bad Blood) ترانه‌ای از خواننده-ترانه‌سرای آمریکایی تیلور سوئیفت، برگرفته از پنجمین آلبوم استودیویی‌اش ۱۹۸۹ (۲۰۱۴) است. سوئیفت این ترانه را به همراه تهیه‌کنندگانش مکس مارتین و شلبک نوشت. نسخهٔ آلبوم اثری پاپ با طبل پایکوب‌کننده است که دربارهٔ خیانت یک دوست صمیمی صحبت می‌کند. پس از انتشار ۱۹۸۹، رسانه‌ها حدس زدند این ترانه در مورد کیتی پری است که سوئیفت پیش از آن با او مشکل داشت و بازتاب گسترده‌ای در رسانه‌ها دریافت کرد. «کینه» با نقدهای متفاوتی از سوی منتقدان مواجه شد. برخی از منتقدان از اشعار و ساختار هنری آن انتقاد کردند، در حالی که دیگران ترانه را یکی از برجسته‌ترین قطعه‌های آلبوم در نظر گرفتند.
نسخه ریمیکس «کینه» با حضور رپر آمریکایی کندریک لامار، در ۱۷ مه ۲۰۱۵ به عنوان چهارمین تک‌آهنگ ۱۹۸۹ توسط بیگ مشین و ریپابلیک رکوردز منتشر شد. نسخه ریمیکس ترانه با نوسازی تنظیم و خوانندگی لامار، مورد ستایش منتقدان قرار گرفت. «کینه» با یک موزیک ویدئو با بودجه بالا که به کارگردانی جوزف کان و تهیه‌کنندگی سوئیفت پشتیبانی شد. در این ویدئو گروهی از بازیگران متشکل از خوانندگان و مدل‌ها حضور دارند و خود ویدئو با نئو-نوآر مقایسه شد. این ترانه جایزه گرمی در رشتهٔ بهترین موزیک ویدئو و دو جوایز ویدئو موسیقی ام‌تی‌وی در رشتهٔ ویدئو سال و بهترین همکاری را به دست آورد.
«کینه» موفقیتی در جدول‌های فروش بود و در استرالیا، کانادا، نیوزیلند و اسکاتلند به رتبهٔ یک جدول‌های فروش موسیقی دست یافت. در ایالات متحده، این تک‌آهنگ در صدر جدول ۱۰۰تای داغ بیلبورد و جایگاه دوم ۴۰تای برتر بزرگسالان و ۴۰ آهنگ برتر جریان اصلی قرار گرفت. این تک‌آهنگ گواهینامه‌های چند پلاتینی در استرالیا، کانادا و ایالات متحده را دریافت کرد. همچنین نامزدی گرمی بهترین اجرای پاپ دونفره/گروهی را به همراه داشت.

## پیش‌زمینه و انتشار
پنجمین آلبوم استودیویی تیلور سوئیفت، ۱۹۸۹ (۲۰۱۴)، از سینث‌پاپ دههٔ ۱۹۸۰ میلادی الهام گرفته‌است. تولید الکترونیکی آلبوم با استفاده از سینث‌سایزر، درام‌های برنامه‌ریزی‌شده و آواز پشتیبان پردازش‌شده، نشان‌دهنده دور شدن از سبک‌های کانتری در آثار پیشین سوئیفت بود. بر روی ۱۹۸۹، سوئیفت و تهیه‌کننده سوئدی مکس مارتین به عنوان مدیرهای اجرایی تولید به کار برده شدند. مارتین و همکار مکرر او شلبک، هفت ترانه از سیزده ترانه از جمله «کینه» را در نسخه استاندارد آلبوم تهیه کردند. این آلبوم در اکتبر ۲۰۱۴ با همراه موفقیت تجاری منتشر شد و طی یک هفته نخست انتشار، بیش از یک میلیون نسخه فروخت.
ریپابلیک رکوردز در آوریل ۲۰۱۵ تأیید کرد که یک ریمیکس از «کینه» به عنوان چهارمین تک‌آهنگ از ۱۹۸۹ خدمت می‌کند. نسخهٔ رمیکس با همراهی رپر آمریکایی کندریک لامار در ۱۷ مه ۲۰۱۵ برای دانلود دیجیتالی توسط بیگ مشین رکوردز منتشر شد. انتشار تک‌آهنگ با به نمایش درآمدن موزیک ویدئوی آن در جوایز موسیقی بیلبورد ۲۰۱۵ پشتیبانی شد. «کینه» در ۱۹ مه ۲۰۱۵ زیر مهر بیگ مشین و ریپابلیک رکوردز، بر روی رادیو محبوب معاصر ایالات متحده تأثیر گذاشت. این ترانه در ۱۲ ژوئن ۲۰۱۵ از طریق گروه موسیقی یونیورسال در رادیو محبوب معاصر اروپایی منتشر شد.

## نماهنگ
نماهنگ این ترانه توسط جوزف کان کارگردان نماهنگ دیگر تیلور جای خالی کارگردانی شده‌است. این نماهنگ در تاریخ ۱۷ می ۲۰۱۵ و در مراسم جایزه موسیقی بیلبورد منتشر شد. در این نماهنگ افرادی چون کارلی کلاوس، سلنا گومز، زندیا، الی گولدینگ، کارا دلیوینیه و… نقش آفرینی می‌کنند.

### داستان ویدئو موزیک
در اول نماهنگ سویفت (Catastroph) و سلنا گومز (Arsyn) در اداره که در لندن با گروهی از مردها مبارزه می‌کنند که بعد از مبارزه سلنا به سویفت خیانت می‌کند و او را از پنجره به پایین می‌اندازد و ترانه از زمانی شروع می‌شود که سویفت بر روی ماشین شکسته سقوط می‌کند؛ و بعد کندریک لمار رپ خوانی خود را شروع می‌کند و Lucky Fiori سیگار برگ می‌کشد؛ و سویفت هم برای نگهداری و پرستاری و درمان به پیش هیلی استاینفلد (The Trinity) می‌رود و پس از درمان با گروهی از دوستان جنگجوی خود برای انتقام حاضر می‌شود.
اما در آخر ویدئو که سویفت و دوستانش در خیابان هستند و سویفت هم موهای قرمز دارد خیابان منفجر می‌شود و ارتش سویفت و گومز با هم روبرو می‌شوند و در آخر ویدئو با حمله سلنا و تیلور به پایان می‌رسد.

### بازیگران
- سلنا گومز: (Arsyn)
- هیلی استاینفلد: (The Trinity)
- سرایه مک نیل: (Dilemma)
- جیجی حدید: (Slay Z)
- الی گولدینگ: (Destructa X)
- مارتا هانت: (Homeslice)
- کارا دلیوین: (Mother Chucker)
- زندیا: (Cut-Throat)
- هیلی ویلیامز: (The Crimson Curse)
- لیلی آلدریج: (Frostbyte)
- کارلی کلاوس: (Knock Out)
- جسیکا آلبا: (Domino)
- ماریسکا هارگیتی: (Justice)
- الن پامپئو: (Luno)
- سیندی کرافورد: (Headmistress)
- لنا دانم: (Lucky fiori)

### یادکردها
1. ↑  Eells, Josh (September 16, 2014). "Taylor Swift Reveals Five Things to Expect on '1989'". Rolling Stone. Archived from the original on November 16, 2018. Retrieved November 16, 2018.
2. 1 2  Zollo, Paul (February 13, 2016). "The Oral History of Taylor Swift's '1989'". Medium. Archived from the original on April 4, 2016. Retrieved March 23, 2016.
3. 1 2  Light, Alan (December 5, 2014). "Billboard Woman of the Year Taylor Swift on Writing Her Own Rules, Not Becoming a Cliche and the Hurdle of Going Pop". Billboard. Archived from the original on December 26, 2014. Retrieved February 27, 2019.
4. ↑  1989 (Compact disc liner notes). Taylor Swift. Big Machine Records. 2014. BMRBD0500A.{{cite AV media notes}}:  نگهداری CS1: سایر موارد در یادکرد رسانه‌های AV (یادداشت‌ها) (link)
5. ↑  "Credits / Bad Blood / Taylor Swift". Tidal. Retrieved June 27, 2019.
6. ↑  "Taylor Swift's New Single Will Be 'Bad Blood' Remix, Says Republic (Updated)". Headline Planet. 2015-04-06. Retrieved 2020-11-19.
7. ↑  "Bad Blood (feat. Kendrick Lamar) – Single". iTunes Store (US). Archived from the original on May 21, 2015. Retrieved May 18, 2015.
8. ↑  Strecker, Erin (2015-05-17). "Taylor Swift's 'Bad Blood' Video Premieres". Billboard. Retrieved 2020-11-19.
9. ↑  "Top 40/M Future Releases". All Access. Archived from the original on May 18, 2015.
10. ↑  "Taylor Swift – Bad Blood (Radio Date: 12-06-2015)". EarOne. Archived from the original on March 4, 2016. Retrieved June 8, 2015.
11. ↑  "'Bad Blood (feat. Kendrick Lamar)' – (Radio Date: 12/06/2015)". radioairplay.fm.

- مشارکت‌کنندگان ویکی‌پدیا. «Bad Blood (Taylor Swift song)». در دانشنامهٔ ویکی‌پدیای انگلیسی، بازبینی‌شده در ۱۲ فوریه ۲۰۲۱.